# Noël de Règemorte
Pour les articles homonymes, voir Règemorte.
Noël de Règemorte, ou Régemortes, mort en 1790, est un ingénieur des ponts et chaussées français, qui s’est principalement illustré dans la conduite de la construction des canaux d'Orléans et du Loing.
Il exerce successivement dans les anciennes provinces d'Alsace et de l'Orléanais.

## Biographie
Noël de Règemorte est le fils de l'ingénieur des ponts et chaussées Jean-Baptiste de Règemorte et le frère d'Antoine de Règemorte et de Louis de Règemorte, tous deux exerçant également la profession d'ingénieur des ponts et chaussées.
Noël et son père sont nommés directeurs des ponts et chaussées de l'ancienne province d'Alsace le 15 janvier 1718. Jean-Baptiste quitte ce poste en 1719 et part pour l'ancienne province de l'Orléanais dans laquelle il s'établit à Orléans.
Jean-Baptiste meurt en 1725 et est remplacé à son poste par son fils Antoine. Le 8 janvier 1726, Noël vient remplacer Antoine à Orléans au service de la Loire et du canal du Loing, Antoine prenant alors sa place en Alsace.
En 1726, des travaux dirigés par Noël de Règemorte contribuent à la remise en état de la rigole de Courpalet, voie d'eau artificielle alimentant le canal d'Orléans.
En 1733, Noël de Règemorte devient premier ingénieur du service des turcies et des levées en amont d'Orléans.
Noël a également des activités botaniques. Il a notamment contribué à introduire en France le peuplier d'Italie dont il a fait faire des plantations en 1740 sur les bords du canal du Loing près de la ville de Montargis.
En 1742, sous prétexte d'infirmités, il obtient que son plus jeune frère, Louis, qui travaillait avec lui depuis dix ans, lui soit adjoint à titre officiel dans toutes ses fonctions.
En 1745, la bataille de Fontenoy voit la mort d'Antoine de Régemorte.
Simultanément, il remplit les fonctions de premier commis au ministère de la Guerre de 1743 à 1757 avant de se retirer en Alsace.
Après la mort de son frère Louis en 1774, il reprend la direction effective des canaux d'Orléans et du Loing jusqu'en 1786.
Il meurt en 1790.